# Todd Howard
Todd Howard, ameriški producent in oblikovalec videoiger, * 6. oktober 1970, Lower Macungie Township, Pensilvanija, Združene države Amerike.  
Je vodja razvoja in izvršni producent v studiu Bethesda Game Studios, kjer je vodil razvoj serij Fallout in The Elder Scrolls. 

## Dela
| Leto | Naslov                                 | Vloga (-e)                           |
| ---- | -------------------------------------- | ------------------------------------ |
| 1995 | The Terminator: Future Shock           | produkcija, dodatno oblikovanje      |
| 1996 | Skynet (videoigra)                     | produkcija, oblikovanje              |
| 1996 | The Elder Scrolls II: Daggerfall       | dodatno oblikovanje                  |
| 1998 | The Elder Scrolls Adventures: Redguard | vodja projekta, oblikovanje, pisanje |
| 2002 | The Elder Scrolls III: Morrowind       | vodja projekta, izvirni koncept      |
| 2003 | The Elder Scrolls III: Bloodmoon       | vodja razvoja                        |
| 2004 | The Elder Scrolls Travels: Shadowkey   | vodja razvoja                        |
| 2006 | The Elder Scrolls IV: Oblivion         | vodja razvoja                        |
| 2007 | The Elder Scrolls IV: Shivering Isles  | vodja razvoja                        |
| 2008 | Fallout 3                              | vodja projekta                       |
| 2011 | The Elder Scrolls V: Skyrim            | vodja projekta                       |
| 2015 | Fallout Shelter                        | izvršni producent                    |
| 2015 | Fallout 4                              | vodja razvoja                        |
| 2018 | Fallout 76                             | izvršni producent                    |